# Silicon Valley Bank
Silicon Valley Bank (SVB) er en tidligere bank med hovedkvarter i Santa Clara i Californien. SVB var den 16. største bank i USA, og den største bank målt på indskud, da den den 10. marts 2023 måtte lukke efter et bankstormløb. Banken var et datterselskab af SVB Financial Group. Banken var en del af den amerikanske centralbanks Federal Reserve System.
Banken med hovedsæde i Silicon Valley var bankforbindelse for mange tech-virksomheder.
Banken havde investeret i bl.a obligationer, men på en måde som gav tab ved rentestigning.
Da banken ikke kunne tilbagebetale kundernes indskud, måtte den lukke den 10. marts 2023 og banklicensen blev trukket tilbage. Bankkrakket var det næststørste i USA siden den nuværende forsikringsordning blev etableret i 1970'erne. De af bankens indskud, der var dækket af den amerikanske indskydergaranti, FDIC, blev overført til en ny bank under FDIC, Deposit Insurance National Bank of Santa Clara. I december 2022 var mere end 85% af bankens indskud ikke sikret af garantiordningen.
Banken havde kontorer i flere lande: Canada, Cayman Islands, Kina, Danmark (dog ikke banklicens i Danmark), Tyskland, Hong Kong, Indien, Irland, Israel, Sverige, Storbritannien og USA.